# 1956-os Formula–1 francia nagydíj
Az 1956-os Formula–1-es világbajnokság ötödik futama a francia nagydíj volt.

## Futam
Fangio szerezte meg az első helyet az időmérőn, a rajtól Collins jött el elsőnek, a második körben már Castelloti volt az élen, Fangio csak a negyedik körben vette vissza vezető helyét. Maurice Trintignant egy új kék színű Bugatti 251-es versenyautóval indult, a francia gép a 18. körben hagyta cserben vezetőjét. Fangio Ferrarija a 39. körben gyertyaprobléma miatt állt a boxba, az elhúzódó javítás miatt Peter Collins már behozhatatlan előnnyel nyerte a futamot és a pontversenyben is átvette a vezetést.
|    | Rsz. | Versenyző                    | Csapat   | Körök | Idő/Kiesések        | Rajthely | Pontok |
| -- | ---- | ---------------------------- | -------- | ----- | ------------------- | -------- | ------ |
| 1  | 14   | Peter Collins                | Ferrari  | 61    | 2:34'23,4           | 3        | 8      |
| 2  | 12   | Eugenio Castellotti          | Ferrari  | 61    | +0,3                | 2        | 6      |
| 3  | 4    | Jean Behra                   | Maserati | 61    | +1'29,9             | 7        | 4      |
| 4  | 10   | Juan Manuel Fangio           | Ferrari  | 61    | +1'35,1             | 1        | 4      |
| 5  | 6    | Cesare Perdisa Stirling Moss | Maserati | 59    | +2 kör              | 13       | 1      |
| 6  | 36   | Louis Rosier                 | Maserati | 58    | +3 kör              | 12       |        |
| 7  | 40   | Paco Godia                   | Maserati | 57    | +4 kör              | 17       |        |
| 8  | 32   | Hernando da Silva Ramos      | Gordini  | 57    | +4 kör              | 14       |        |
| 9  | 30   | Robert Manzon                | Gordini  | 56    | +5 kör              | 15       |        |
| 10 | 24   | Mike Hawthorn Harry Schell   | Vanwall  | 56    | +5 kör              | 6        |        |
| 11 | 34   | André Pilette                | Gordini  | 55    | +6 kör              | 19       |        |
| Ki | 42   | André Simon                  | Maserati | 41    | Motor               | 20       |        |
| Ki | 8    | Piero Taruffi                | Maserati | 40    | Motor               | 16       |        |
| Ki | 44   | Olivier Gendebien            | Ferrari  | 38    | Kuplung             | 11       |        |
| Ki | 38   | Luigi Villoresi              | Maserati | 23    | Fékek               | 10       |        |
| Ki | 16   | Alfonso de Portago           | Ferrari  | 20    | Váltó               | 9        |        |
| Ki | 28   | Maurice Trintignant          | Bugatti  | 18    | Üzemanyag-szabályzó | 18       |        |
| Ki | 2    | Stirling Moss                | Maserati | 12    | Váltó               | 8        |        |
| Ki | 22   | Harry Schell                 | Vanwall  | 5     | Motor               | 4        |        |
| NI | 26   | Colin Chapman                | Vanwall  |       | Baleset             | 5        |        |

### Statisztikák
Peter Collins 2. győzelme, Juan Manuel Fangio 22. pole-pozíciója (R), 19. leggyorsabb köre (R)
- Ferrari 23. győzelme

Vezető helyen:
- Peter Collins: 15 kör (1/47-48/50-61)
- Eugenio Castellotti: 11 kör (2-3/39-46/49)
- Juan Manuel Fangio: 35 kör (4-38)

Colin Chapman, a későbbi Lotus csapat megalapítója, erre a versenyre benevezett, de baleset miatt nem indult.